# Espinho (freguesia)
A Freguesia de Espinho é uma freguesia portuguesa do Município de Espinho, com 1,77 km² de área e 10 432 habitantes (censo de 2021), tendo, por isso, uma densidade populacional de 5 893,8 hab./km². 
A freguesia foi criada por decreto de 30/12/1890, com lugares da freguesia de Anta. Em 17/08/1899 passou a fazer parte do concelho (atual município) de Espinho criado nesta data. Presentemente inclui a cidade de Espinho.

## Demografia
A população registada nos censos foi:
| Ano  | 0-14 Anos | 15-24 Anos | 25-64 Anos | > 65 Anos |
| 2001 | 1205      | 1314       | 5709       | 1997      |
| 2011 | 1112      | 856        | 5330       | 2534      |
| 2021 | 3300      | 3126       | 5231       | 3086      |

## Património
- Capelas de Santa Maior Maior, de São Pedro e Nossa Senhora da Ajuda
- Casa Arte Nova
- Escola Primária Conde de Ferreira
- Edifício do casino
- Praia de Espinho